# Brigitte Seiwald
 (octobre 2015).
Brigitte Seiwald, née le 12 septembre 1945 à Innsbruck, est une skieuse alpine autrichienne.

## Biographie
Brigitte Seiwald participe aux Jeux olympiques de Grenoble en 1968. Elle y dispute trois courses : la descente, lors de laquelle elle obtient son meilleur résultat sur ces Jeux avec une 4e place, le slalom géant et le slalom. La même année, elle est engagée sur la Coupe du monde de ski alpin dont c'est seulement la deuxième édition. Elle obtient son meilleur résultat avec une 4e place dans la descente de Bad Gastein et totalise six places dans les dix premières d'une épreuve au cours de la saison.

## Palmarès

### Jeux olympiques d'hiver
| Épreuve / Édition | Grenoble 1968 |
| Descente          | 4e            |
| Slalom géant      | 11e           |
| Slalom            | 24e           |

### Championnats du monde
| Épreuve / Édition | Grenoble 1968 |
| Descente          | 4e            |

### Coupe du monde de ski alpin
- Résultat au classement général : 12e en 1968.